# Dispositiu electrònic
|  | No s'ha de confondre amb Aparell elèctric. |

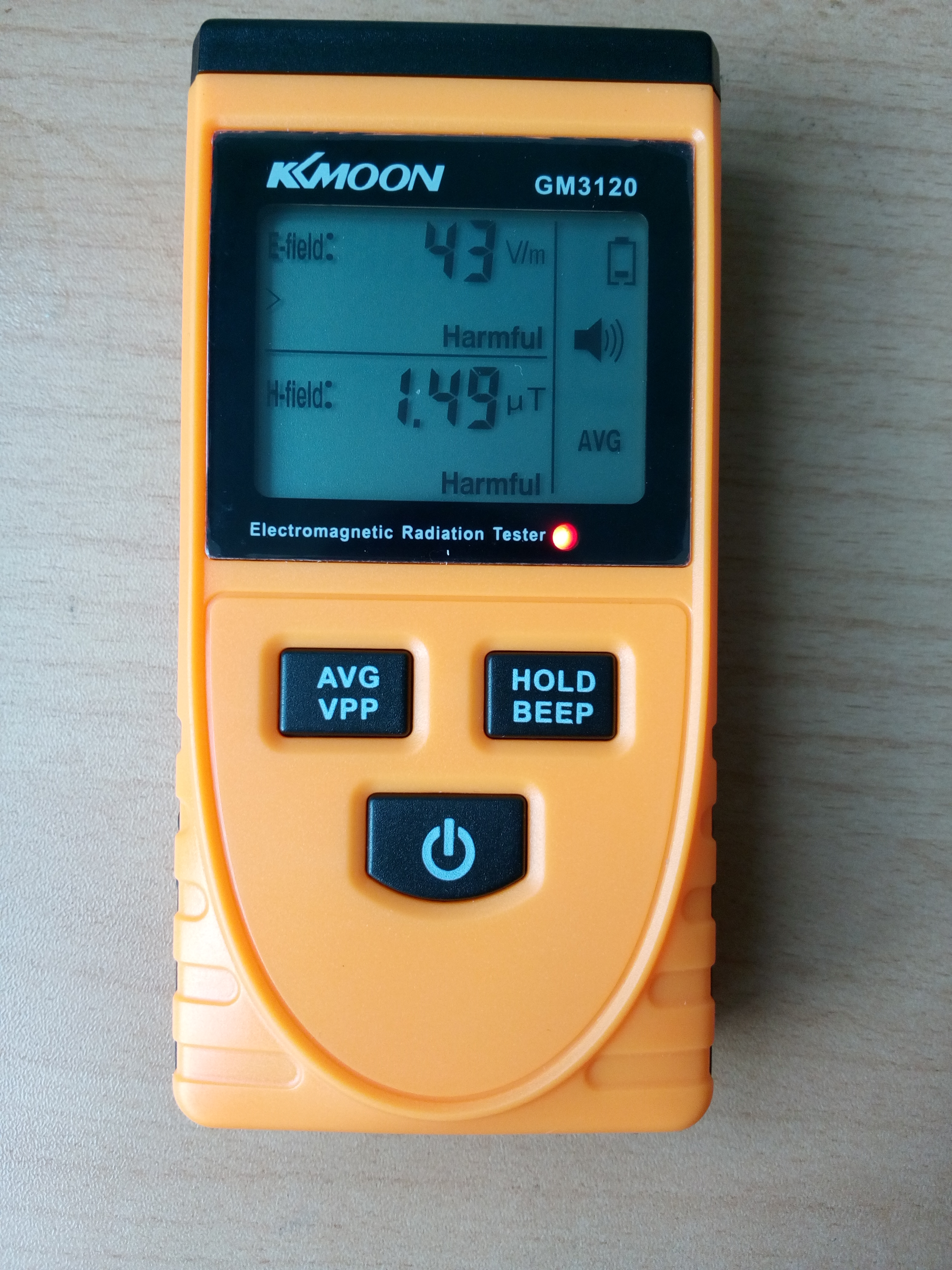
Comprovador de radiació electromagnètica

Un dispositiu electrònic és un sistema o aparell format per un conjunt de components electrònics interconnectats que utilitzen el moviment controlat dels electrons (o altres partícules, com els ions) per manipular senyals i dades, amb l’objectiu de realitzar funcions específiques com el processament d’informació, el control de sistemes o la comunicació. Els seus components electrònics s'organitzen en circuits, destinats a controlar i aprofitar els senyals elèctrics. Un exemple de dispositiu electrònic és un amplificador de so que amplifica el flux d'energia d'un micròfon cap als altaveus.
A diferència dels aparells elèctrics, que simplement transformen l’energia elèctrica en calor, moviment o llum (com una planxa o un motor), els dispositius electrònics manipulen informació mitjançant circuits i senyals complexos. Per exemple, una torradora pot ser un aparell elèctric simple, que transforma l'electricitat en calor, o pot a més afegir elements electrònics, com una pantalla, un termostat, etc., i en aquest cas ja parlaríem de dispositiu electrònic.
Els dispositius electrònics poden ser molt senzills (com un comandament a distància) o extremadament complexos (com un ordinador), i la majoria comparteixen certs components fonamentals com díodes, transistors, condensadors, resistències i circuits integrats.
Avui en dia, la major part dels dispositius electrònics moderns són digitals, perquè permeten una major capacitat de processament, emmagatzematge i transmissió d'informació, tot i que hi segueixen havent dispositius analògics rellevants, com per exemple aparells de ràdio FM.